# Sárvár

Sárvár (en allemand : Kotenburg) est une ville du département de Vas en Hongrie. C'est le chef-lieu du district de Sárvár.

## Étymologie

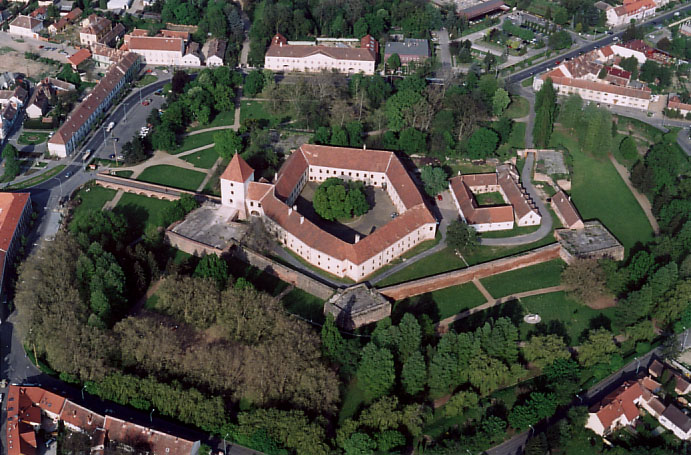
Photo aérienne du château Nádasdy.

Le nom de la ville vient de sár (boue) et vár (château) en hongrois, faisant référence à la forteresse romaine en terre édifiée sur la route de l'ambre au passage de la rivière Raab (Rába).

## Géographie
Sárvár est construite sur les rives de la Rába, dans l'ouest de la Hongrie. Elle est située à 40 km de la frontière autrichienne et 90 km de la frontière slovène.

## Histoire

### Entreprises
En 1895, une usine de raffinage du sucre ouvre, inaugurant un démarrage économique et démographique.
En 1904 ouvre une usine de rayonne ou viscose, propriété de Hilaire de Chardonnet-Edmond Gillet, à Sárvár. Sa fermeture en 1925 est compensée par un appel à immigration au moins temporaire pour les usines en France (Yzieux, Colmar, Grenoble, Lyon), dont l'Usine Tase à Vaulx-en-Velin.
En 1909, l'hôpital est ouvert.
Dans les années 1920, la "Poultry Processing Company" installe une usine d'élevage industriel de volailles.

### Lieux et monuments
- Arboretum
- Lac Csónakázo
- Le château Nádasdy (de), reconstruit en style renaissance au XVIIe siècle à partir d'un château remontant au XIIIe siècle, résidence de la famille Nádasdy.
- Église luthérienne de style néo-classique
- Église catholique

## Économie
Sárvár est un centre touristique réputé, notamment pour ses bains.

## Personnalités liées à la ville
- András Beythe (hu), botaniste né à Sárvár en 1564.
- Louis III de Bavière, décédé à Sárvár en 1921.
- Csaba Hegedűs, champion olympique et du monde en lutte gréco-romaine, né à Sárvár en 1948.
- Béla Illés, footballeur né à Sárvár en 1968.
- Élisabeth Báthory, comtesse hongroise, épouse de Ferenc Nádasdy.

## Jumelages
La ville de Sárvár est jumelée avec :
- Sonntagberg (Autriche) depuis 1972
- Steinheim an der Murr (Allemagne) depuis 1991
- Seini (Roumanie) depuis 1998
- Uherské Hradiště (Tchéquie) depuis 2012